# ترایسول موزیک گروپ
ترایسول موزیک گروپ (به انگلیسی: Trisol Music Group)، جی‌ام‌بی‌اچ (به انگلیسی: GmbH) یا ترایسوال (به انگلیسی: Trisol) یک گروه شرکتی و ناشر موسیقی آلمانی است که دفتر مرکزی آن در شهر دیبورگ قرار دارد.